# Capirote (penitente)

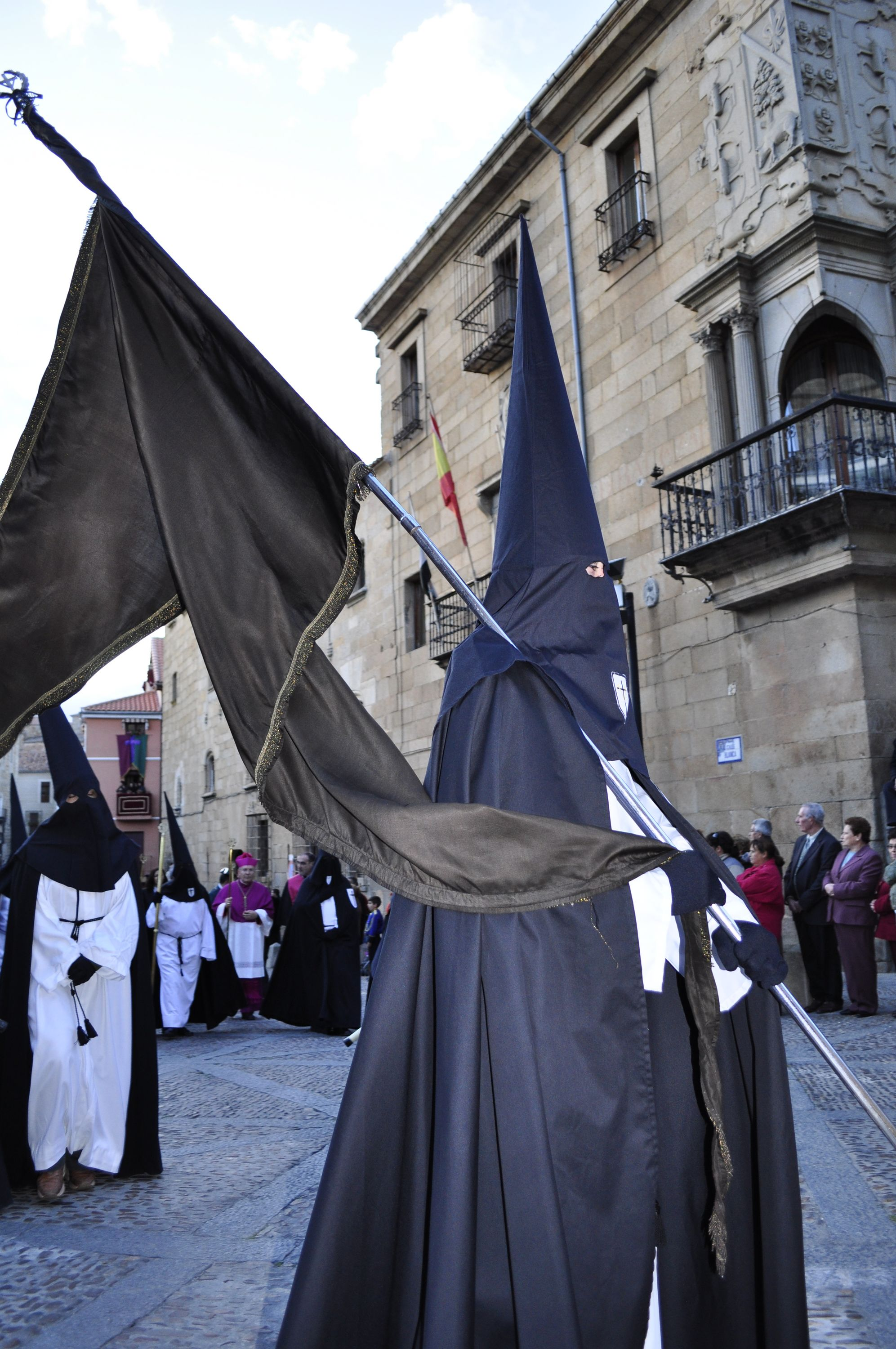
Nazareno en la localidad de Plasencia.

Se llama capirote a un sombrero alto de forma cónica. Históricamente se ha utilizado con diversos propósitos pero en la actualidad se usa como parte de los trajes de los cofrades que procesionan (nazarenos) en la Semana Santa española.

## En la Semana Santa española
El historiador Juan Carrero Rodríguez define al capirote cofrade como:

Soporte de cartón de hechura cónica terminado en punta, sobre el que se coloca el antifaz para que pueda quedar enhiesto sobre la cabeza del nazareno.

Aunque la definición de 1996 de Carrero Rodríguez habla solamente de capirotes de cartón, a partir de los años 2000 estos pueden ser también de malla o rejilla, que son más cómodos y favorecen la ventilación. La diferencia de aspecto entre un capirote de nazareno de rejilla o de cartón no se aprecia porque van cubiertos con la tela del antifaz.
Al principio no terminaba en punta, sino que terminaba inclinado (forma roma). La primera hermandad que incluyó el capirote terminado en punta en la indumentaria de los hermanos durante las procesiones fue la desaparecida Hermandad de San Juan de Letrán y Nuestra Señora de la Hiniesta en el siglo XVII.
En Jaén se le denomina capirucho y en Torredonjimeno caperuz. Además, en Murcia se le llama capuz y no termina en punta como el tradicional capirote sino que lo hace de forma roma, denominada coloquialmente como forma de haba

## La coroza de la Inquisición

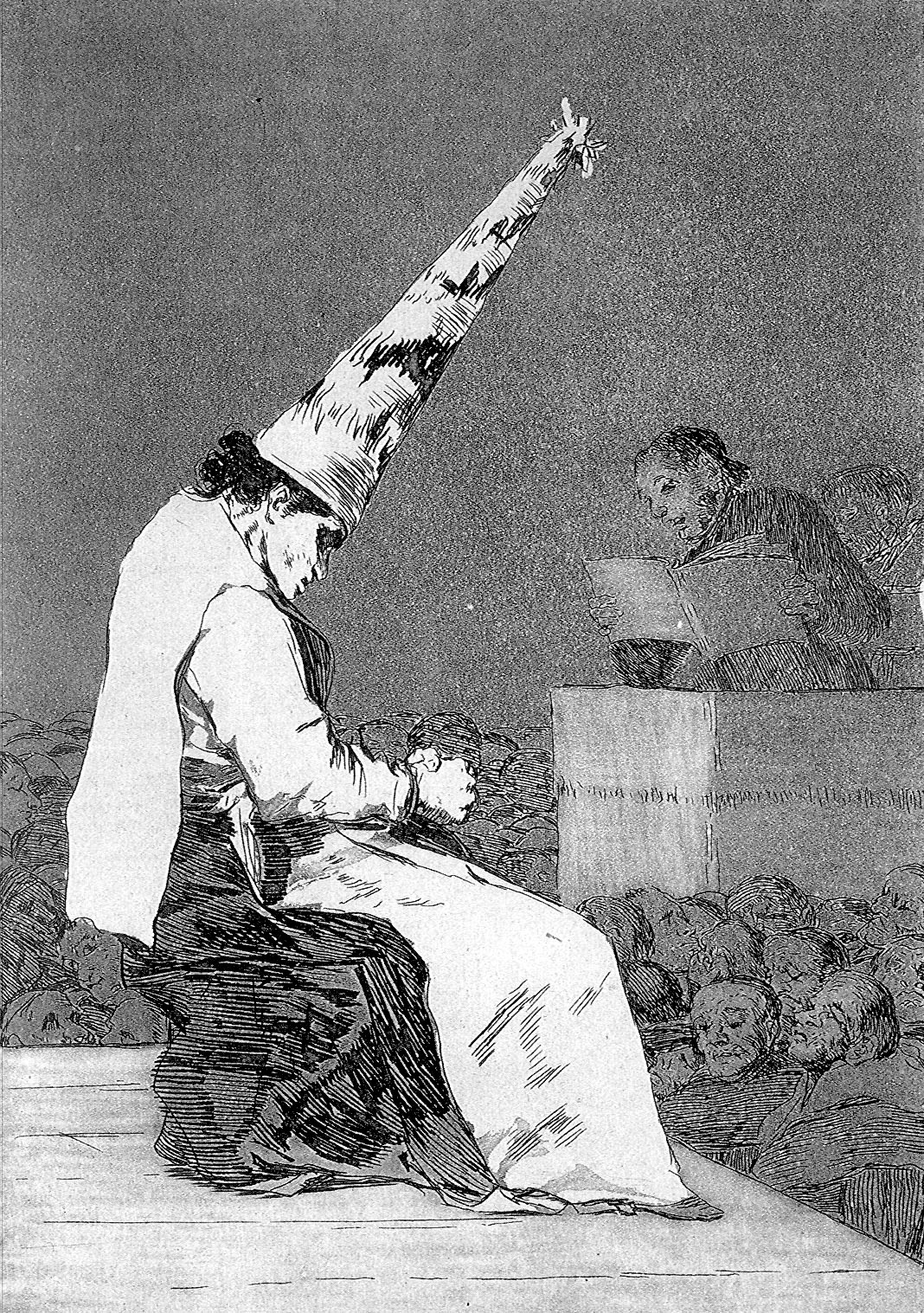
Reo de la Inquisición con coroza y sambenito.

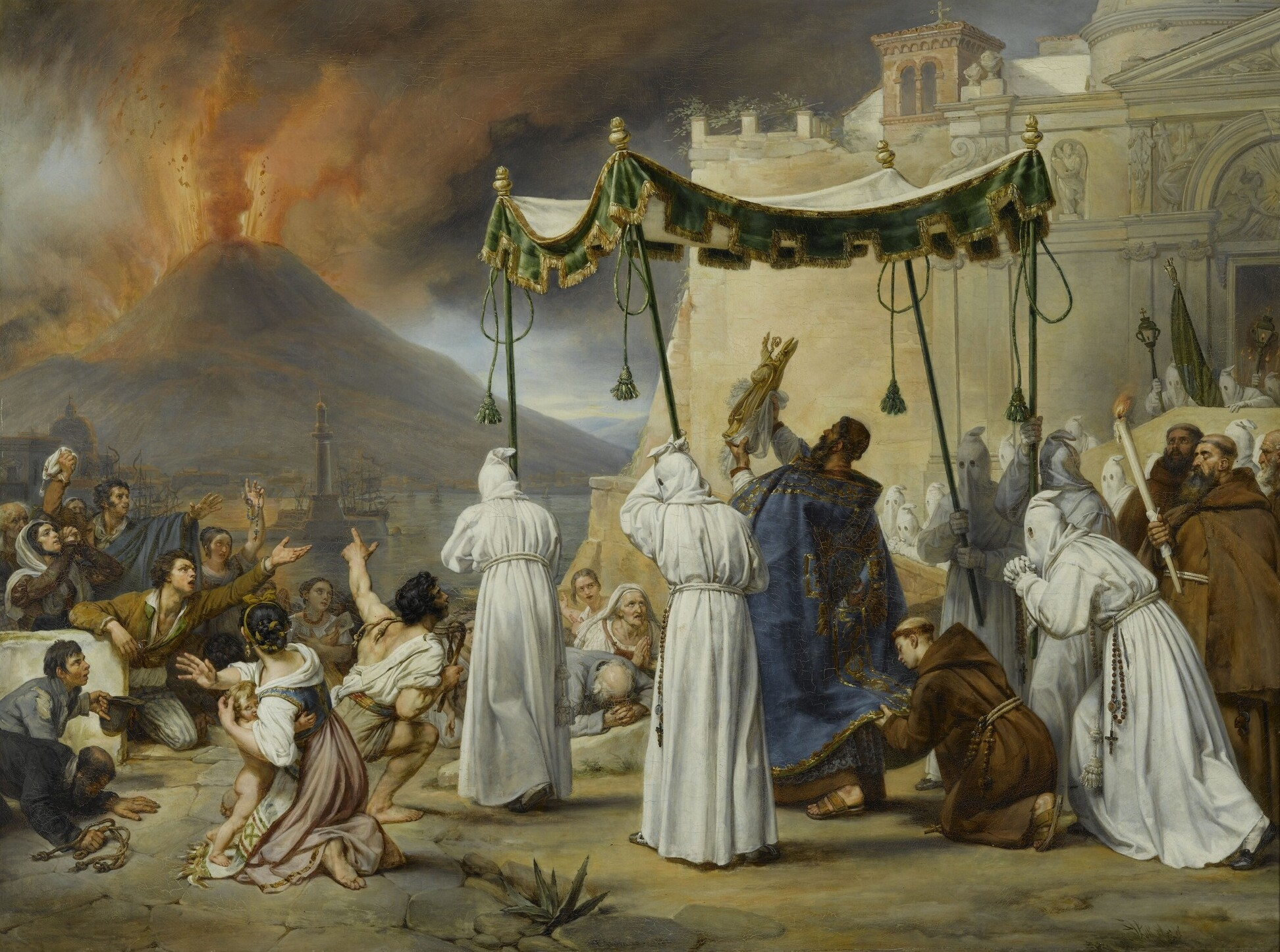
Procession en el Vesuvio, Italia

Para la aplicación de la pena capital en España, desde la Edad Media, al ajusticiado se le vestía con una hopalanda de color amarillo y un capirote y así ataviado se conducía al cadalso sobre una caballería. En sentido parecido, los condenados por delitos religiosos por parte de la Inquisición debían vestir sambenito y capirote para someterse a pública humillación.

## Otros usos
Hasta mediados del siglo XX el capirote se usaba como castigo vejatorio a los niños en las escuelas de muchos países.
En los Estados Unidos, los miembros de la organización racista Ku Klux Klan portan túnicas y capirotes blancos.  Por eso, el capirote blanco es un símbolo de racismo en EE. UU..